# Society for Military History
Die Society for Military History (SMH) ist eine 1933 gegründete US-amerikanische Vereinigung zur wissenschaftlichen Erforschung der Militärgeschichte. Sie ist Mitglied im American Council of Learned Societies (ACLS) und gilt als führend auf diesem Gebiet.

## Geschichte
Die militärhistorische Gesellschaft wurde 1933 auf Betreiben von Charles E. T. Lull, ehemaliger Offizier des Ersten Weltkrieges, als „American Military History Foundation“ (AMHF) in Washington, D.C. gegründet. Bereits 1939 benannte man sie in „American Military Institute“ (AMI) um. Die heutige Bezeichnung „Society for Military History“ (SMH) stammt aus dem Jahr 1990.

## Organisation

### Mitglieder
Die Gesellschaft hat über 2.300 Mitglieder, darunter nationale und internationale Wissenschaftler, Soldaten und Bürger mit militärhistorischem Interesse. Sie beschäftigen sich mit Themen wie Marinegeschichte, militärische Luftfahrtgeschichte, Technologien und Militärtheorie und werden über den vierteljährlichen Mitglieds-Newsletter Headquarters Gazette informiert.
Insgesamt neun Regionalkoordinatoren kümmern sich um unterschiedliche Regionen der Welt: Europe / Africa / Middle East, Eastern Canada / New York / New England, Mid-Atlantic, South, Midwest, Great Plains, Southwest, Pacific Coast und Pacific.

### Konferenzen
Jährlich finden Konferenzen statt; eine Beteiligung an der Northern Great Plains History Conference (NGPHC) wird unterstützt.

### Ausschüsse
Derzeit sind folgende Ausschüsse aktiv:
- Book Awards Committee
- Moncado Prizes Committee
- Edward M. Coffman First Manuscript Awards Committee
- Russell F. Weigley Graduate Student Travel Grants and ABC-Clio Research Grants Award Committee
- Society for Military History-George C. Marshall Foundation Prize for the Use of Technology in Teaching Military History
- Finance Committee
- George C. Marshall Lecture Committee
- Membership Committee
- Program Committee for 2014 Annual Meeting
- Long Range Planning Committee
- SMH Blogging Team
- SMH Facebook/Twitter Management Team

## Präsidenten
- 1937–1938: Arthur L. Conger
- 1938–1941: William L. Rogers
- 1941–1945: Robert G. Albion
- 1945–1947: Donald Armstrong
- 1948–1949: Joseph I. Greene
- 1949–1950: Carl A. Baehr
- 1950–1952: Joseph I. Greene
- 1952–1954: Donald Armstrong
- 1954–1957: John D. Hayes
- 1957–1959: D. N. Dupuy
- 1959–1968: James D. Atkinson
- 1968–1971: Theodore Ropp
- 1971–1973: Philip K. Lundeberg
- 1973–1975: Forrest C. Pogue
- 1975–1976: Russell Weigley
- 1976–1977: Martin Blumenson
- 1977–1979: Jay Luvaas
- 1979–1983: Edwin H. Simmons
- 1983–1985: Edward M. Coffman
- 1985–1989: Allan R. Millett
- 1989–1993: Richard H. Kohn
- 1993–1997: Roy K. Flint
- 1997–2001: Dennis Showalter
- 2001–2005: Timothy K. Nenninger
- 2005–2009: Carol Reardon
- 2009–2011: Brian McAllister Linn
- 2011–2013: Joseph T. Glatthaar
- 2013–2015: Gregory J. W. Urwin
- 2015–2016: Jeffrey Grey
- seit 2016: Jennifer D. Keene

## Preise und Auszeichnungen
Die Organisation vergibt zahlreiche Preise und Auszeichnungen u. a. The Edwin H. Simmons Award, Society for Military History First-Manuscript Prize Moncado Prizes, SMH-GCMF Prize for the Use of Digital Technology in Teaching Military History, ABC-Clio Research Grants und Russell F. Weigley Graduate Student Travel Grant Awards. Folgende sind am prestigeträchtigsten: